# Vasco da Costa
Vasco Manuel da Costa Corales (Caracas, Venezuela, 4 de junio de 1959-Ibídem, 13 de agosto de 2022) fue un politólogo y activista venezolano miembro de Movimiento Nacionalista. Da Costa fue detenido por más de dos años, entre el 16 de abril de 2018, semanas antes de las elecciones presidenciales del 20 de mayo, hasta el 9 de septiembre de 2020. Sus detenciones han sido calificadas por la organización no gubernamental Foro Penal, y da Costa estaba incluido en la lista de presos políticos en el país.

## Detenciones

### 2004 y 2014
Vasco fue arrestado por primera vez en 2004, cuando fue procesado en tribunales tanto ordinarios como militares por el caso de la Operación Daktari. Vasco fue encarcelado nuevamente durante las protestas en Venezuela de 2014 convocadas por Leopoldo López, cuando se le imputaron los cargos de asociación para delinquir y fabricación ilegal de explosivos y tanto Vasco como su hermana denunciaron torturas y tratos crueles; da Costa fue liberado después de tres años y medio en 2017 por motivos de salud.

### 2018

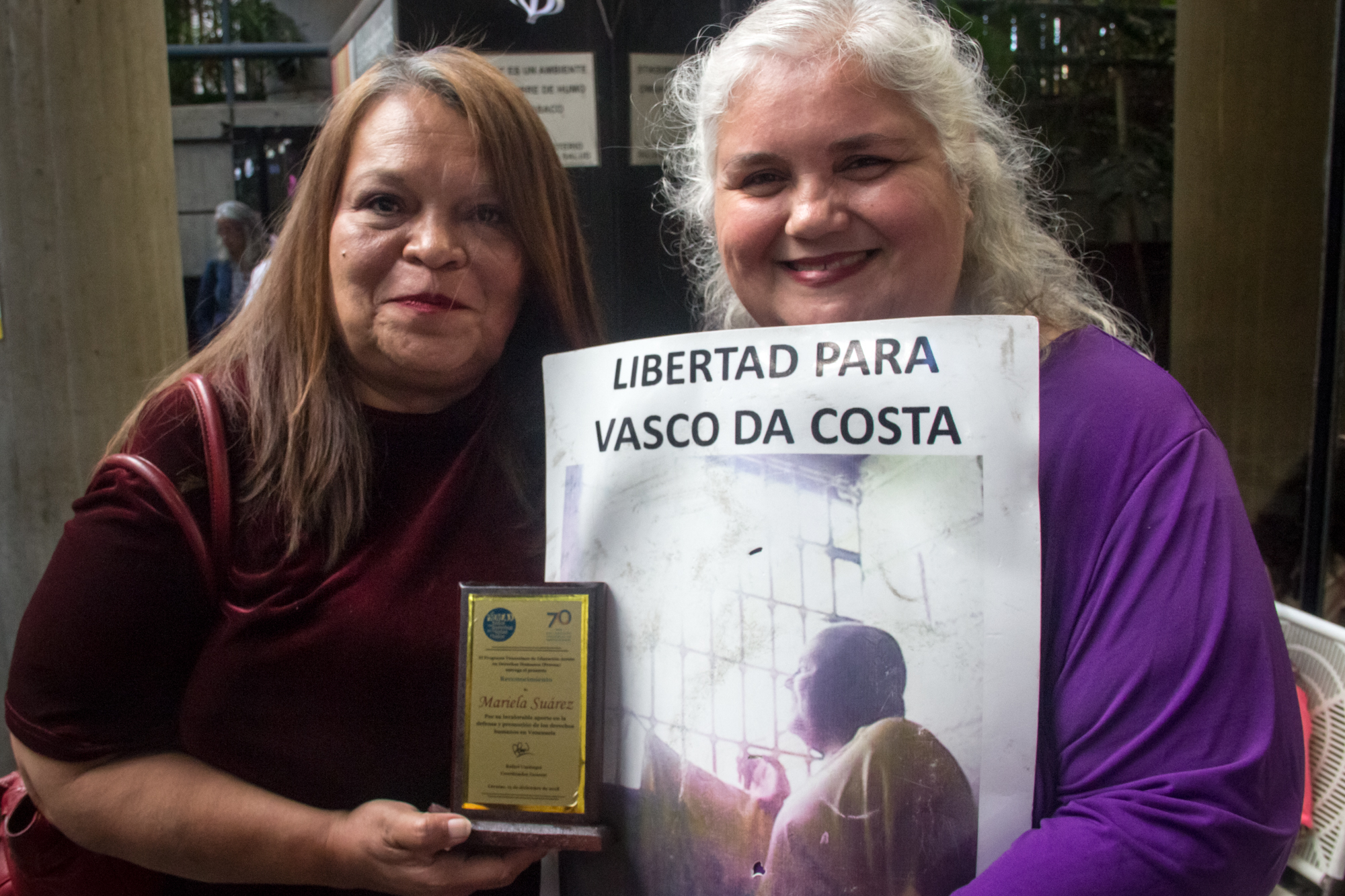
Esposa de Vasco da Costa con un cartel pidiendo por su liberación.

El 16 de abril de 2018, da Costa denunció a través de redes sociales que un “grupo de exterminio” había llegado a su casa, minutos después de denunciar que un grupo de personas irrumpió en la sede del movimiento y se llevaron detenidos a seis jóvenes que se encontraban en el lugar. La periodista Maryorin Méndez confirmó la detención de Vasco por parte de funcionarios del Servicio Bolivariano de Inteligencia (SEBIN) e informó que el allanamiento había durado aproximadamente tres horas. Tanto da Costa como su hermano, Thiago, fueron golpeados durante el allanamiento, mientras que su hermana, Ana María, logró huir del procedimiento. Movimiento Nacionalista denunció que los funcionarios robaron alimentos, computadoras y utilerías de plata de la casa de Vasco. Medios de comunicación reportaron que la segunda detención de Vasco podía deberse a que desde el Movimiento Nacionalista se había promovido la abstención para las elecciones presidenciales del 20 de mayo. Da Costa había denunciado unos minutos antes el arresto de seis colaboradores en la sede del grupo. Vasco fue acusado de instigación y ultraje al centinela, siendo procesado en tribunales militares. Su audiencia preliminar tuvo lugar en octubre de 2018, y para junio de 2019 el tribunal no se había pronunciado si pasará a juicio, además de que está sin despacho porque el juez estaba detenido.
Vasco fue recluido en las cárceles de 26 de julio, Tocuyito, El Rodeo, Santa Ana, y actualmente en la cárcel militar de Ramo Verde. Era diabético, y para junio de 2019 tenía siete costillas fracturadas, el esternón fisurado y daños graves en los pies. Su hermana aseguró que fue producto de las torturas a las que había sido sometido, y denunció que Vasco tenía una protuberancia en el ojo que podía ser un tumor. Ana declaró que su hermano había sido llevado dos veces al Hospital Militar; en la primera visita, le aseguraron que no había problemas, mientras que en la segunda le indicaron que podía ser un tumor, pero le informaron de que los exámenes para determinar si era benigno no se hacían desde hacía cinco años. Da Costa fue liberado el 9 de septiembre de 2020.

## Fallecimiento
Vasco da Costa murió en Caracas de un accidente cerebrovascular el 13 de agosto de 2022 después de estar varios días en coma.